# 領家 (横浜市)
領家（りょうけ）は、神奈川県横浜市泉区の地名。現行行政地名は領家一丁目から領家四丁目。住居表示未実施区域。

## 地理
泉区の東部に位置し、南と西に白百合、北に岡津町、東に戸塚区上矢部町、南東に戸塚区鳥が丘と接している。

### 地価
住宅地の地価は、2025年（令和7年）1月1日の公示地価によれば、領家3丁目17番9の地点で19万2000円/m²となっている。

## 歴史

### 沿革
- 1988年（昭和63年）1月10日 - 土地区画整理事業（領家）[6]に伴い、岡津町、戸塚区上矢部町、鳥が丘の各一部を分離し、領家一丁目〜四丁目を新設する[7]。

### 町名の変遷
| 実施後     | 実施年月日                | 実施前（各町名ともその一部）             |
| ---------- | ------------------------- | ---------------------------------------- |
| 領家一丁目 | 1988年（昭和63年）1月10日 | 岡津町（一部）                           |
| 領家二丁目 | 1988年（昭和63年）1月10日 | 岡津町、戸塚区上矢部町、鳥が丘（各一部） |
| 領家三丁目 | 1988年（昭和63年）1月10日 | 岡津町（一部）                           |
| 領家四丁目 | 1988年（昭和63年）1月10日 | 岡津町、戸塚区鳥が丘（一部）             |

## 世帯数と人口
2025年（令和7年）6月30日現在（横浜市発表）の世帯数と人口は以下の通りである。
| 丁目       | 世帯数    | 人口    |
| ---------- | --------- | ------- |
| 領家一丁目 | 324世帯   | 720人   |
| 領家二丁目 | 364世帯   | 824人   |
| 領家三丁目 | 404世帯   | 919人   |
| 領家四丁目 | 409世帯   | 928人   |
| 計         | 1,501世帯 | 3,391人 |

### 人口の変遷
国勢調査による人口の推移。
| 年                 | 人口  |
| ------------------ | ----- |
| 1995年（平成7年）  | 3,045 |
| 2000年（平成12年） | 4,255 |
| 2005年（平成17年） | 4,147 |
| 2010年（平成22年） | 3,978 |
| 2015年（平成27年） | 3,778 |
| 2020年（令和2年）  | 3,522 |

### 世帯数の変遷
国勢調査による世帯数の推移。
| 年                 | 世帯数 |
| ------------------ | ------ |
| 1995年（平成7年）  | 871    |
| 2000年（平成12年） | 1,244  |
| 2005年（平成17年） | 1,266  |
| 2010年（平成22年） | 1,295  |
| 2015年（平成27年） | 1,332  |
| 2020年（令和2年）  | 1,356  |

## 学区
市立小・中学校に通う場合、学区は以下の通りとなる（2024年11月時点）。
| 丁目       | 番・番地等 | 小学校               | 中学校             |
| ---------- | ---------- | -------------------- | ------------------ |
| 領家一丁目 | 全域       | 横浜市立西が岡小学校 | 横浜市立領家中学校 |
| 領家二丁目 | 全域       | 横浜市立西が岡小学校 | 横浜市立領家中学校 |
| 領家三丁目 | 全域       | 横浜市立西が岡小学校 | 横浜市立領家中学校 |
| 領家四丁目 | 全域       | 横浜市立西が岡小学校 | 横浜市立領家中学校 |

## 事業所
2021年（令和3年）現在の経済センサス調査による事業所数と従業員数は以下の通りである。
| 丁目       | 事業所数 | 従業員数 |
| ---------- | -------- | -------- |
| 領家一丁目 | 12事業所 | 88人     |
| 領家二丁目 | 15事業所 | 290人    |
| 領家三丁目 | 21事業所 | 163人    |
| 領家四丁目 | 16事業所 | 274人    |
| 計         | 64事業所 | 815人    |

### 事業者数の変遷
経済センサスによる事業所数の推移。
| 年                 | 事業者数 |
| ------------------ | -------- |
| 2016年（平成28年） | 72       |
| 2021年（令和3年）  | 64       |

### 従業員数の変遷
経済センサスによる従業員数の推移。
| 年                 | 従業員数 |
| ------------------ | -------- |
| 2016年（平成28年） | 886      |
| 2021年（令和3年）  | 815      |

## 施設
- 横浜市立領家中学校
- 相鉄ローゼン 山手台店

## その他

### 日本郵便
- 郵便番号 : 245-0004[3]（集配局：横浜泉郵便局[17]）

### 警察
町内の警察の管轄区域は以下の通りである。
| 町丁       | 番・番地等 | 警察署   | 交番・駐在所   |
| ---------- | ---------- | -------- | -------------- |
| 領家一丁目 | 全域       | 泉警察署 | 弥生台駅前交番 |
| 領家二丁目 | 全域       | 泉警察署 | 弥生台駅前交番 |
| 領家三丁目 | 全域       | 泉警察署 | 弥生台駅前交番 |
| 領家四丁目 | 全域       | 泉警察署 | 弥生台駅前交番 |